# Free Spirit (serie televisiva)
Free Spirit  è una serie televisiva statunitense in 14 episodi trasmessi per la prima volta nel corso di una sola stagione dal 1989 al 1990.

## Trama
La bionda e maliziosa Winnie Goodwinn viene assunta dall'avvocato vedovo Thomas J. Harper per fare da governante ai suoi tre figli dopo che la sua famiglia si è trasferita da New York nel Connecticut. Ciò che Thomas non sa è che Winnie è in realtà una strega. I tre figli, Robb, Jessie e Gene, conoscono invece il suo segreto.

## Personaggi e interpreti
- Winnie Goodwinn (14 episodi, 1989-1990), interpretata da Corinne Bohrer.
- T.J. Harper (14 episodi, 1989-1990), interpretato da Franc Luz.
- Gene Harper (14 episodi, 1989-1990), interpretato da Edan Gross.
- Jessie Harper (14 episodi, 1989-1990), interpretata da Alyson Hannigan.
- Robb Harper (14 episodi, 1989-1990), interpretato da Paul Scherrer.
- Dan (2 episodi, 1989-1990), interpretato da John Lacy.
- Giudice (2 episodi, 1989), interpretato da Bryan Clark.
- Mildred Crater (2 episodi, 1989), interpretata da Claudette Nevins.
- Dick Mohr (2 episodi, 1989), interpretato da Timothy Stack.

## Produzione
La serie, ideata da Leslie Ray e Steven A. Vail, fu prodotta da Columbia Pictures Television. Le musiche furono composte da David Michael Frank. La serie fu cancellata nel gennaio del 1990, dopo che 13 episodi dei 14 prodotti erano stati mandati in onda. Si classificò alla posizione n° 78 nelle valutazioni Nielsen di quella stagione.

### Registi
Tra i registi sono accreditati:
- Art Dielhenn in 13 episodi (1989-1990)

### Sceneggiatori
Tra gli sceneggiatori sono accreditati:
- Kevin Abbott in 2 episodi (1989-1990)
- Phil Doran in 2 episodi (1989-1990)
- Mark Fink in 2 episodi (1989)
- Howard Meyers in 2 episodi (1989)
- Susan Meyers in 2 episodi (1989)
- Bob Rosenfarb in 2 episodi (1989)
- Leslie Ray in un episodio (1989)

## Distribuzione
La serie fu trasmessa negli Stati Uniti dal 22 settembre 1989 al 21 gennaio 1990 sulla rete televisiva ABC. In Italia è stata trasmessa su Telemontecarlo con il titolo Free Spirit. È stata distribuita anche in Germania Ovest con il titolo Die reinste Hexerei.

## Episodi
| Stagione       | Episodi | Prima TV USA |
| -------------- | ------- | ------------ |
| Prima stagione | 14      | 1989-1990    |